# Gunnar Palm

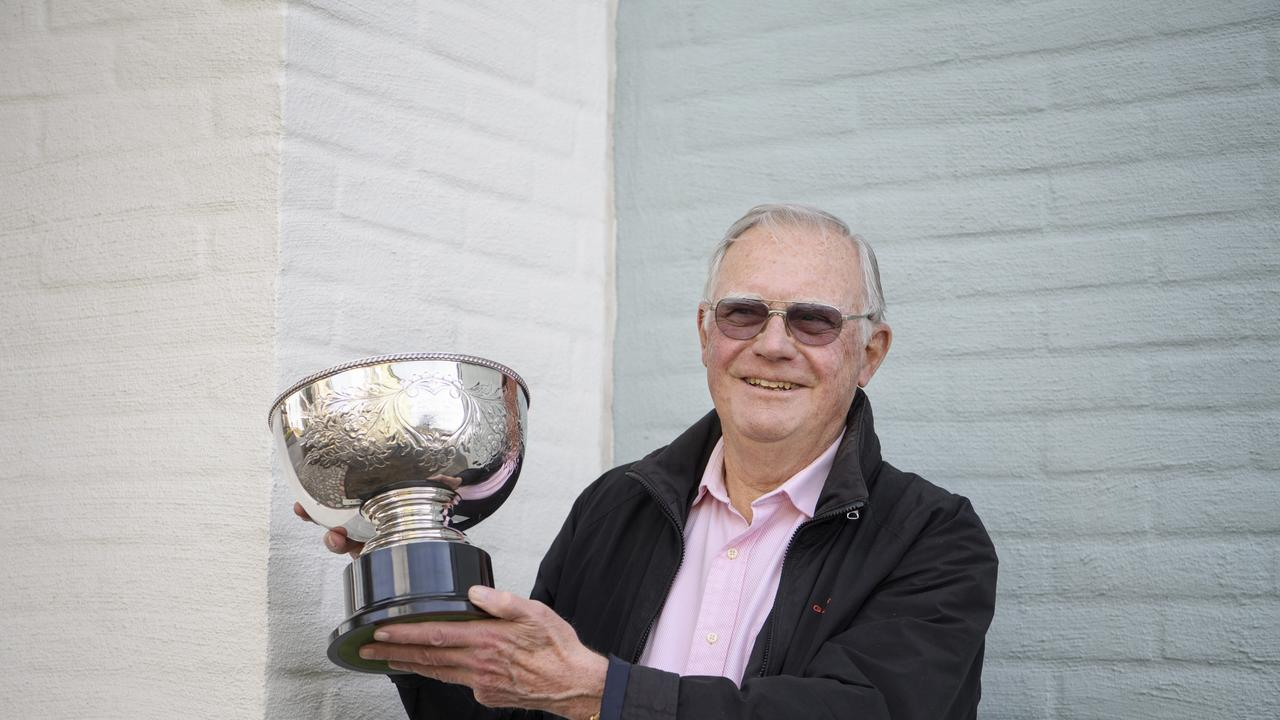
Gunnar Palm

Sven Gunnar Palm, född 25 februari 1937 i Kristinehamn, är en svensk före detta kartläsare inom rally. Han lever tillsammans med Gunilla Nilars och de har tillsammans sonen Martin Palm och dottern Lisa Palm Danielsson. Gunnar Palm är bror till racerföraren Torsten Palm. 
Palm vann Monte Carlo-rallyt 1963 tillsammans med Erik Carlsson ”på taket” i en Saab 96. Carlsson/Palm var det första professionella rallyparet och hade många topplaceringar 1963-64. Andraplatser i Safarirallyt och Liège-Sofia-Liège var bland de mest uppmärksammade. 
I par med Hannu Mikkola tog Palm hem det 2640 mil långa World Cup London – Mexico-rallyt 1970 och två år senare blev paret det första ”overseas” ekipaget att vinna det östafrikanska Safarirallyt i en Ford Escort. 
Palm har varit bisittare åt många framgångsrika rallyförare som Rauno Aaltonen, Ove Andersson, Tony Fall, Timo Mäkinen, Bengt Söderström och Tom Trana. Tillsammans med Bengt Söderström blev Palm Europamästare 1967. Tävlingskarriären avslutades 1973 och han påbörjade anställning inom Public Relations på Ford Motor Co. Han slutade som PR-direktör för Ford i Sverige 1999.
Han har också varit expertkommentator i Formel 1 för SVT. Bland annat på Monzabanan i Italien 1978 då Ronnie Peterson förolyckades.
Motorprinsens medalj tilldelades Gunnar Palm 1996 av prinsessan Lilian.